# Wonderland Music Company
Wonderland Music Company, Inc. é uma gravadora de música fundada em 1951 nos Estados Unidos com sede em Burbank, Califórnia. A gravadora é parte do Disney Music Group, e está associada com a realização dos direitos da organização Broadcast Music Incorporated. A Wonderland Music Company é uma gravadora que funciona apenas como editora musical, foi criada para publicar, ou seja, tornar legais as canções lançadas pelas gravadoras: Walt Disney Records e Hollywood Records. E a Wonderland Music Company funciona exclusivamente para atender as gravadoras do Disney Music Group.